# Secrétaire adjoint à la Défense des États-Unis
Le secrétaire adjoint à la Défense des États-Unis (en anglais : United States Deputy Secretary of Defense, abrégé DEPSECDEF) est le second plus haut rang hiérarchique du département de la Défense des États-Unis, après le secrétaire à la Défense, et le plus haut rang d'un civil au sein du ministère. Le secrétaire adjoint à la Défense est nommé par le président, avec l'aval du Sénat. 
L'actuelle titulaire du poste est Kathleen Hicks depuis le 9 février 2021.

## Liste des secrétaires adjoints
| N°      | Portrait | Nom                         | Durée                      | Durée                          | Durée                 | Secrétaire à la Défense :                                                 | Président :          |
| N°      | Portrait | Nom                         | Début                      | Fin                            | Jours de service      | Secrétaire à la Défense :                                                 | Président :          |
| ------- | -------- | --------------------------- | -------------------------- | ------------------------------ | --------------------- | ------------------------------------------------------------------------- | -------------------- |
| 1       |          | Stephen Early               | 2 mai 1949 10 août 1949    | 9 août 1949                    | 516 jours             | Louis A. Johnson George Marshall                                          | Harry S. Truman      |
| 2       |          | Robert A. Lovett            | 4 octobre 1950             | 16 septembre 1951              | 316 jours             | George Marshall                                                           | Harry S. Truman      |
| 3       |          | William Chapman Foster      | 24 septembre 1951          | 20 janvier 1953                | 484 jours             | Robert A. Lovett                                                          | Harry S. Truman      |
| 4       |          | Roger Martin Kyes           | 2 février 1953             | 1er mai 1954                   | 453 jours             | Charles E. Wilson                                                         | Dwight D. Eisenhower |
| 5       |          | Robert B. Anderson          | 3 mai 1954                 | 4 août 1955                    | 458 jours             | Charles E. Wilson                                                         | Dwight D. Eisenhower |
| 6       |          | Reuben B. Robertson Jr.     | 5 août 1955                | 25 avril 1957                  | 629 jours             | Charles E. Wilson                                                         | Dwight D. Eisenhower |
| 7       |          | Donald Aubrey Quarles       | 1er mai 1957               | 8 mai 1959                     | 737 jours             | Charles E. Wilson Neil H. McElroy                                         | Dwight D. Eisenhower |
| 8       |          | Thomas S. Gates, Jr.        | 8 juin 1959                | 1er décembre 1959              | 176 jours             | Neil H. McElroy                                                           | Dwight D. Eisenhower |
| 9       |          | James Henderson Douglas Jr. | 11 décembre 1959           | 24 janvier 1961                | 410 jours             | Thomas S. Gates, Jr. Robert McNamara                                      | Dwight D. Eisenhower |
| 10      |          | Roswell Gilpatric           | 24 janvier 1961            | 20 janvier 1964                | 1 091 jours           | Robert McNamara                                                           | John F. Kennedy      |
| 11      |          | Cyrus Vance                 | 28 janvier 1964            | 30 juin 1967                   | 1 249 jours           | Robert McNamara                                                           | Lyndon B. Johnson    |
| 12      |          | Paul Nitze                  | 1er juillet 1967           | 20 janvier 1969                | 569 jours             | Robert McNamara Clark Clifford                                            | Lyndon B. Johnson    |
| 13      |          | David Packard               | 24 janvier 1969            | 13 décembre 1971               | 1 053 jours           | Melvin R. Laird                                                           | Richard Nixon        |
| 14      |          | Kenneth Rush                | 23 février 1972            | 29 janvier 1973                | 341 jours             | Melvin R. Laird                                                           | Richard Nixon        |
| 15      |          | William Clements            | 30 janvier 1973            | 20 janvier 1977                | 1 451 jours           | Elliot Richardson James R. Schlesinger Donald Rumsfeld                    | Richard Nixon        |
| 16      |          | Robert Ellsworth            | 23 décembre 1975           | 10 janvier 1977                | 384 jours             | Donald Rumsfeld                                                           | Gerald Ford          |
| 17      |          | Charles Duncan, Jr.         | 31 janvier 1977            | 26 juillet 1979                | 906 jours             | Harold Brown                                                              | Jimmy Carter         |
| 18      |          | William Graham Claytor Jr.  | 24 août 1979               | 16 janvier 1981                | 511 jours             | Harold Brown                                                              | Jimmy Carter         |
| 19      |          | Frank Carlucci              | 4 février 1981             | 31 décembre 1982               | 695 jours             | Caspar Weinberger                                                         | Ronald Reagan        |
| 20      |          | William Paul Thayer         | 12 janvier 1983            | 4 janvier 1984                 | 357 jours             | Caspar Weinberger                                                         | Ronald Reagan        |
| 21      |          | William Howard Taft IV      | 3 février 1984             | 22 avril 1989                  | 1 905 jours           | Caspar Weinberger Frank Carlucci Dick Cheney                              | Ronald Reagan        |
| 22      |          | Donald Jesse Atwood Jr.     | 24 avril 1989              | 20 janvier 1993                | 1 367 jours           | Dick Cheney                                                               | George H. W. Bush    |
| 23      |          | William J. Perry            | 5 mars 1993                | 3 février 1994                 | 335 jours             | Les Aspin                                                                 | Bill Clinton         |
| 24      |          | John M. Deutch              | 11 mars 1994               | 10 mai 1995                    | 425 jours             | William J. Perry                                                          | Bill Clinton         |
| 25      |          | John P. White               | 22 juin 1995               | 15 juillet 1997                | 754 jours             | William J. Perry William Cohen                                            | Bill Clinton         |
| 26      |          | John Hamre                  | 29 juillet 1997            | 31 mars 2000                   | 976 jours             | William Cohen                                                             | Bill Clinton         |
| 27      |          | Rudy de Leon                | 31 mars 2000               | 1er mars 2001                  | 335 jours             | William Cohen Donald Rumsfeld                                             | Bill Clinton         |
| 28      |          | Paul Wolfowitz              | 2 mars 2001                | 13 mai 2005                    | 1 533 jours           | Donald Rumsfeld                                                           | George W. Bush       |
| 29      |          | Gordon R. England           | 13 mai 2005 4 janvier 2006 | 3 janvier 2006 11 février 2009 | 236 jours 1 134 jours | Donald Rumsfeld Robert Gates                                              | George W. Bush       |
| 30      |          | William J. Lynn III         | 12 février 2009            | 5 octobre 2011                 | 965 jours             | Robert Gates Leon Panetta                                                 | Barack Obama         |
| 31      |          | Ash Carter                  | 6 octobre 2011             | 4 décembre 2013                | 789 jours             | Leon Panetta Chuck Hagel                                                  | Barack Obama         |
| Intérim |          | Christine Fox               | 5 décembre 2013            | 1er mai 2014                   | 149 jours             | Chuck Hagel                                                               | Barack Obama         |
| 32      |          | Robert O. Work              | 1er mai 2014               | 14 juillet 2017                | 1 170 jours           | Chuck Hagel Ashton Carter James Mattis                                    | Barack Obama         |
| 33      |          | Patrick M. Shanahan         | 19 juillet 2017            | 23 juin 2019                   | 704 jours             | James Mattis Lui-même                                                     | Donald Trump         |
| Intérim |          | David Norquist              | 1er janvier 2019           | 23 juillet 2019                | 203 jours             | Patrick M. Shanahan intérim Mark Esper intérim Richard V. Spencer intérim | Donald Trump         |
| Intérim |          | Richard V. Spencer          | 23 juillet 2019            | 31 juillet 2019                | 8 jours               | Mark Esper                                                                | Donald Trump         |
| 34      |          | David Norquist              | 31 juillet 2019            | 8 février 2021                 | 558 jours             | Mark Esper Lloyd Austin                                                   | Donald Trump         |
| 35      |          | Kathleen Hicks              | 9 février 2021             | en cours                       | 1 493 jours           | Lloyd Austin                                                              | Joe Biden            |